# Acmaeodera plagiaticauda
Acmaeodera plagiaticauda är en skalbaggsart som beskrevs av Horn 1878. Acmaeodera plagiaticauda ingår i släktet Acmaeodera och familjen praktbaggar. Inga underarter finns listade i Catalogue of Life.